# Sân bay Kim Thành Giang Hà Trì
Sân bay Kim Thành Giang Hà Trì là một sân bay ở Hà Trì, Quảng Tây. Sân bay này được xây dựng trên đỉnh của hơn 60 ngọn núi lớn nhỏ liền kề nhau ở khu vực phía tây tỉnh Quảng Tây, Trung Quốc, ở độ cao 677 m trên mực nước biển, cách trung tâm đô thị Hà Trì 40 km.
Công tác xây dựng bắt đầu vào tháng 12 năm 2008 với tổng vốn đầu tư 850,11 triệu nhân dân tệ, và dự kiến sẽ hoàn thành vào đầu năm 2012. Tuy nhiên, tiến độ chậm trễ nên thời gian hoàn thành sân bay được lùi sang cuối năm 2013.
Thời điểm tháng 7/2014, cơ sở hạ tầng của sân bay này đã cơ bản hoàn thành và đủ điều kiện đưa vào hoạt động. Dự kiến tháng 8/2014 sân bay Hà Trì Tân Thành Giang sẽ chính thức được Tổng công ty quản lý hàng không Quảng Tây đưa vào khai thác sử dụng. 
Sân bay có một đường băng dài 2200 m rộng 45 m, nhà ga 4200 m2 có thể phục vụ 3 chuyến bay mỗi giờ.